# Дмитровское (деревня, Новгородская область)
Дмитровское — деревня в Пестовском районе Новгородской области, входит в Богословское сельское поселение.
Расположена на востоке области, с северной стороны ж.-д. линии Санкт-Петербург — Сонково рядом с остановочным пунктом 312 км, в 5 км к северо-западу от Пестова и в 260 км к востоку от Великого Новгорода. Находится в лесистой местности на Валдайской возвышенности. Площадь деревни — 8,75 га.
Вблизи деревни (вдоль железной дороги) проходит автодорога Пестово — Хвойная.
| 2009 | 2010 |
| ---- | ---- |
| 1    | ↗3   |

Действует лесничество. Нет центрального водоснабжения, газоснабжения, отопления. Имеется колодец.

## История
Во времена СССР и до муниципальной реформы 2005 года деревня относилась к Тарасовскому (Брякуновскому) сельскому Совету. С 2005 года деревня входит в состав муниципального образования Богословское сельское поселение Пестовского района, по административно-территориальному устройству подчинена администрации Богословского сельского поселения Пестовского района.

## Фото

колодец
река
ж/д возле деревни
автодорога из Пестово в Дмитровское